# Камполонго ал Торе
Камполонго ал Торе је насеље у Италији у округу Удине, региону Фурланија-Јулијска крајина.
Према процени из 2011. у насељу је живело 716 становника. Насеље се налази на надморској висини од 13 м.

## Партнерски градови
- Montgiscard